# Calyptosepalum pacificum
Calyptosepalum pacificum är en tvåhjärtbladig växtart som beskrevs av I. W. Bailey & A. C. Smith. Calyptosepalum pacificum ingår i släktet Calyptosepalum och familjen Amphorogynaceae. Inga underarter finns listade i Catalogue of Life.